# X-ファイル シーズン6
『X-ファイル』のシーズン6（全22話）は1998年11月8日にFOXでの放送が始まり、1999年5月16日に放送が終了した。
詳細
　　en:The_X-Files_(season_6)